# Île Guiben
L'île Guiben (enez Guiben en Breton) est une île des Côtes-d'Armor, située dans un archipel appelé communément îles de Buguélès. Elle se trouve au large du village de Buguélès, appartenant à la commune de Penvénan, dans le pays historique du Trégor, en Bretagne.

## Géographie
L'île est inhabitée et se situe entre l'île Illiec et l'île Saint-Gildas, et au nord de l'île du Milieu. Un piton rocheux s'élève à 6 mètres au sud. Le reste est couvert de végétations et de quelques arbres.